# Kajskjul 8

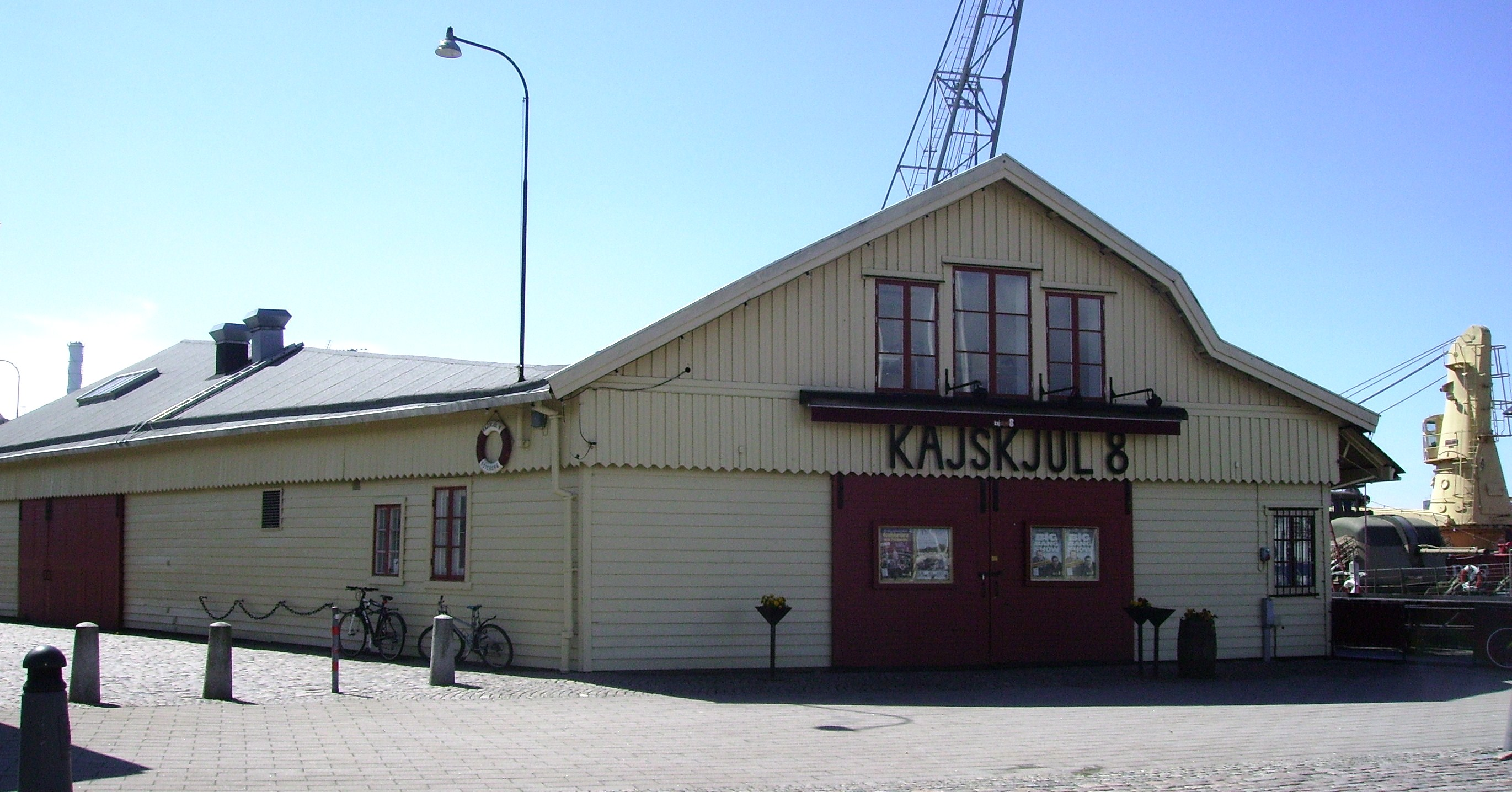
Kajskjul 8

Kajskjul 8 är ett före detta kajskjul vid Packhuskajen i Göteborgs hamn. Skjulet byggdes kring 1885 och användes som lagerbyggnad. Järnvägen gick ända fram till byggnaden så att man kunde lasta in gods i skjulet och över till fartyg, eller tvärt om. År 1995 byggdes skjulet om för att passa ihop med förnyelsen av Packhusplatsen och för att kunna användas vid olika evenemang. Skjulet är en av de få återstående träbyggnaderna längs med Göteborgs kajer. 
Sedan början av 1990-talet används lokalen som showkrog. Arvingarna, Danny Saucedo, Stefan Andersson, Ola Salo, Per Fritzell och Jan Rippe, Triple & Touch, Pistvakt - En vintersaga och After Shave och Anders Eriksson är några av dem som gjort krogshower i Kajskjul 8.
Stefan Ljungqvists TV-serie Ljungqvist på bommen spelades in på Kajskjul 8.